# Miraflores (Guaviare)
Miraflores – miasto i gmina w departamencie Guaviare, w Kolumbii. Miraflores zostało założone w 8 lutego 1990. Populacja miasta na rok 1993 wynosiła ok. 14 381 mieszkańców.

## Historia
Miraflores zostało założone przez grupę kolonistów w XX wieku. W 1990 roku Miraflores stało się gminą w Kolumbii.